# Битка при Смол
Битката при Смол е бой между чети на Вътрешната македоно-одринска революционна организация, начело с Апостол Петков и Сава Михайлов срещу османски аскер.

## Бой
Четите на Сава Михайлов и Апостол Петков навлизат по различно време в Македония от пограничния пункт на ВМОРО в Кюстендил, но в Малешевско се съединяват и на 26 февруари 1905 година влизат в Балинци. Там са предупредени неколкократно от местните дейци на ВМОРО и от Гевгелийския околийски комитет да променят първоначалните си планове и да не минават през Смол, заради повишена активност от страна на турския аскер. Четите пренасят на коне голямо количество оръжие, динамит и други материали и стават лесно забележими. Вечерта на 28 февруари четите влизат в Гявато, а през Стояково на 1 март сутринта пристигат в Смол, където вече войводите са сигурни, че в близост има турски аскер.
Двете чети попадат на засада в Смол, а войводите Апостол Петков и Сава Михайлов влизат в спор за стратегическото разположение на четите. Сава Михайлов предлага да се разположат в местността Рудина чука, най-високата точка в района, а Апостол Петков предлага да се укрепят на върха Бачево - по-ниска местност, но с висока растителност. От Гевгели пристигат допълнително 300 души турски войници и конници. Османците първо атакуват позицията на Сава Михайлов и по пладне обграждат четата. След като хвърлят последните си бомби четниците се самоубиват, а войводата изпива отрова. След това натиска върху четата на Апостол войвода се засилва, по-голямата част от четниците са убити, а трима се хвърлят в придошлата река Вардар. Апостол Петков е ранен в крака и според различни източници се измъква от сражението с един или двама четници.
Броят на загиналите четници и куриери варира между 34 и 51 убити. Според капитан Флоров от руските жандармеристки части са преброени 34 трупа на загинали и трима хвърлили се във Вардар. В рапорт Атанас Шопов дава 36 убити, австрийският цивилен агент Хайнрих Мюлер сочи 40-42 загинали четници, Аргир Манасиев твърди, че убитите са 40 четници и 2-3 куриери. Според Христо Шалдев загиват 42 четници, а според Ангел Динев на позицията на Сава Михайлов загиват 18 души и 33 при Апостол войвода или общо 51 души. Според официалната турска статистика в сражението загиват 20 четници. От страна на Османците са убити трима и други осем са ранени. В следващите дни труповете остават на място съблечени и мародерствани. Сред убитите е секретарят на Апостол Петков, който пренася неговата торба с портрети и документи. Това дава грешното впечатление на турците, че са убили Апостол войвода и награждават участниците в сражението.
Скоро след това сражение ВМОРО губи и друг значим войвода в района. В сражение при Гъндач планина на 21 март 1905 година загива Иванчо Карасулията с неговата чета.
| Чета на Апостол Петков, 1905 г. | Чета на Апостол Петков, 1905 г. | Чета на Апостол Петков, 1905 г. | Чета на Апостол Петков, 1905 г. | Чета на Апостол Петков, 1905 г. |
| Номер                           | Име                             | Селище                          | Околия                          | Забележка                       |
| ------------------------------- | ------------------------------- | ------------------------------- | ------------------------------- | ------------------------------- |
| 1.                              | Апостол Петков                  | Боймица                         |                                 |                                 |
| 2.                              | Атанас Гонов                    | Крива                           |                                 |                                 |
| 3.                              | Йордан Пешов                    | Велес                           |                                 |                                 |
| 4.                              | Атанас Виларев                  | Велес                           |                                 |                                 |
| 5.                              | Васил Ташков                    | Охрид                           |                                 |                                 |
| 6.                              | Ганчо Минов                     | Лесково                         |                                 |                                 |
| 7.                              | Илия Ванев Гюрков               | Щип                             |                                 |                                 |
| 8.                              | Цветко Костов                   | Куманово                        |                                 |                                 |
| 9.                              | Мичо Танев                      | Лесково                         |                                 |                                 |
| 10.                             | Христо Транояв                  | Извор                           |                                 |                                 |
| 11.                             | Тано Георгиев                   | Крива                           |                                 |                                 |
| 12.                             | Гацо Траев                      | Бабяни                          |                                 |                                 |
| 13.                             | Ичо Костов                      | Крива                           |                                 |                                 |
| 14.                             | Илия Атанасов                   | Корнишор                        |                                 |                                 |
| 15.                             | Митре Константинов              | Рамна                           |                                 |                                 |
| 16.                             | Манчо Манолов                   | Воден                           |                                 |                                 |
| 17.                             | Иван Георгиев Тупара            | Киркалово                       |                                 |                                 |
| 18.                             | Кръсто Денков                   | Пезово                          | Кумановска                      |                                 |
| 19.                             | Наке (Янко) Георгиев            | Ливада                          |                                 |                                 |
| 20.                             | Александър Янков (Арнаутски)    | Кюстендил                       |                                 |                                 |
| 21.                             | Васил Джигорлиски               | Дупница                         |                                 |                                 |
| 22.                             | Трифон Петков                   | Торос                           | Луковитска                      |                                 |
| 23.                             | Илия Ив. Личев                  | Букевци                         | Раховска                        |                                 |
| 24.                             | Петър Бояджиев                  | Рамна                           | Пазарска                        |                                 |
| 25.                             | Пешо Радев                      | София                           |                                 |                                 |

| Загинали четници на Сава Михайлов | Загинали четници на Сава Михайлов | Загинали четници на Сава Михайлов | Загинали четници на Сава Михайлов | Загинали четници на Сава Михайлов |
| Номер                             | Име                               | Селище                            | Околия                            |                                   |
| --------------------------------- | --------------------------------- | --------------------------------- | --------------------------------- | --------------------------------- |
| 1.                                | Васил Христов Кьортошев           | Богданци                          |                                   |                                   |
| 2.                                | Гоно Мицов Каркаляшев             | Богданци                          |                                   |                                   |
| 3.                                | Гончо Миндин                      | Лесково                           |                                   |                                   |
| 4.                                | Димитър Стоянов Гошев             | Лесково                           |                                   |                                   |
| 5.                                | Михаил Георгиев Пешков            | Богданци                          |                                   |                                   |
| 6.                                | Мито Траев Радналиев              | Извор                             |                                   |                                   |
| 7.                                | Мицо Донин Кадията                | Богданци                          |                                   |                                   |
| 8.                                | Мицо Янов Марков                  | Богданци                          |                                   |                                   |
| 9.                                | Петър Каркалашев                  | Богданци                          |                                   |                                   |
| 10.                               | Христо Транояв                    | Извор                             |                                   |                                   |